# التهاب السحايا العقيم
التهاب السحايا العقيم (بالإنجليزية: Aseptic meningitis أو sterile meningitis)‏ هو حالة تصاب فيها طبقات الدماغ المسماة بالسحايا بالتهاب ولا يعود السبب لبكتيريا قيحية.

## الأسباب والتشخيص
يشخص التهاب السحايا من خلال الأعراض المميزة ونتائج اختبارات خاصة مثل علامة كرنيغ. تظهر الاختبارات زيادة في كريات الدم البيض في السائل الدماغي الشوكي والذي يمكن الحصول عليه بواسطة البزل القطني. عادة يمكن ملاحظة خمس كريات بيض في الحقل عالي التكبير.
إن استعمال مصطلح عقيم (بالإنجليزية: Aseptic)‏ هو اسم مغلوط لأنه يدل على عدم وجود عدوى، لكن حالات كثيرة من التهاب السحايا العقيم يعود سببها لعدوى فيروسات أو متفطرات لا يمكن الكشف عنها بالطرق التقليدية. إن استحداث تفاعل البوليميراز المتسلسل زاد من قدرة المختصين السريريين على الكشف عن أنواع من الفيروسات مثل الفيروسات المعوية والفيروس المضخم للخلايا وفيروس الهربس البسيط في السائل الشوكي الدماغي، لكن ما زالت أنواع مختلفة من الفيروسات لا يمكن الكشف عنها. أما المتفطرات فتحتاج تقنيات زرع بسبب صعوبة الكشف عنها.
عندما تدل فحوص السائل الشوكي الدماغي على الإصابة بالتهاب سحايا لكن اختبارات الأحياء المجهرية لا تكتشف شيئا فسيفترض الأطباء الإصابة بالتهاب السحايا العقيم يعد المرض مرضا مشخصا بالاستبعاد.
إذا كان التهاب السحايا العقيم لا يعود لأي عدوى فقد يكون بسبب أثر ضائر لدواء أو نتائج مبكرة لمرض مناعة ذاتية.

## تصنيف المرض
لا يوجد نظام تصنيف رسمي بالمرض، لكن يمكن تصنيفه حسب المتعضية التي تكتشف في التشخيص.

## أنواع التهاب السحايا العقيم
- التهاب السحايا الفيروسي
- التهاب السحايا العقيم المحدث بالأدوية
- التهاب السحايا الورمي
- داء لايم
- التهاب السحايا والدماغ النكافي
- ساركويد عصبي